# Marmo africano

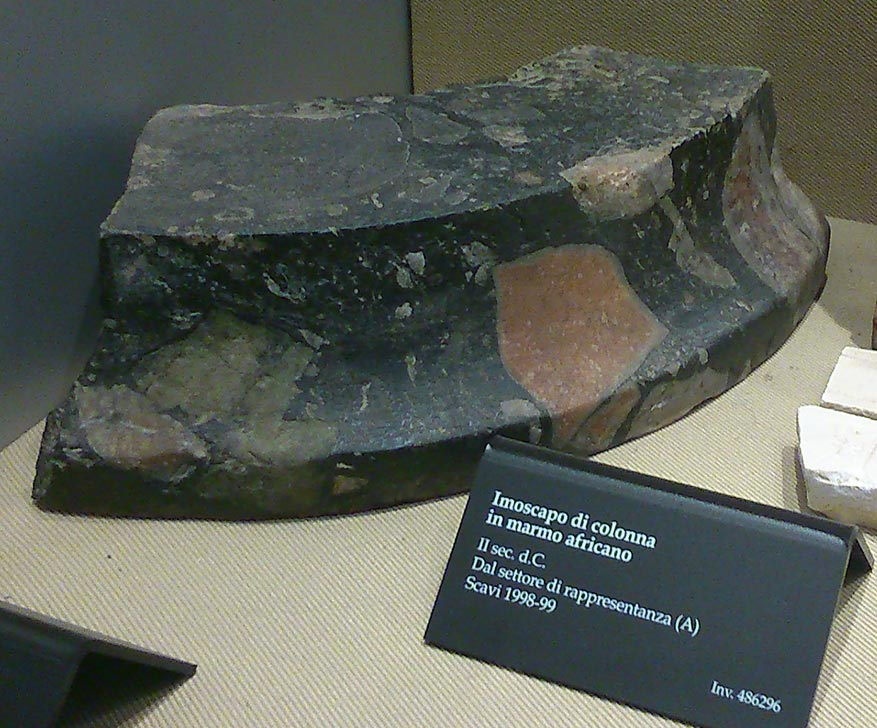
Imoscapo di colonna in marmo africano. Villa dei Quintili a Roma

Il cosiddetto marmo africano è una varietà di marmo utilizzata dai Romani. Il nome moderno corrisponde in latino al marmor luculleum. In passato era stato invece erroneamente identificato con il marmor chium (marmo portasanta).

## Descrizione
Veniva estratto in cave situate presso la città antica di Teos, vicino a Smirne, in Turchia.
Si tratta di un marmo brecciato con fondo scuro, in genere nero, e clasti di varie dimensioni, di colore biancastro con sfumature rosate, o rosso, o anche nero e grigio. Ne esistono varietà con fondo verde scuro ("africano verde") o con fondo grigio venato di bianco e macchie rossastre ("africano bigio).
Dal punto di vista petrografico è una breccia calcarea che ha subito un leggero metamorfismo. La varietà bigia è invece un calcare cristallino dolomitico.
Venne introdotto a Roma da Lucio Licinio Lucullo, dal quale prese il nome, e si diffuse rapidamente per lastre di rivestimento pavimentali e parietali, vasche, e colonne, utilizzate nella Basilica Emilia, nella scena del Teatro di Marcello, nel Foro di Augusto, nel Tempio della Pace, nella thòlos centrale del cosiddetto "Serapeo" di Pozzuoli, e nella basilica di Ostia. Un grande blocco costituisce la soglia del Pantheon. Esistono anche rare sculture con busti in questo marmo e teste in marmo bianco inserite a parte.